# Hippolyte Kuwasseg
Pour les articles homonymes, voir Hippolyte et Kuwasseg.
Hippolyte Adolphe Kuwasseg, né le 22 juillet 1843 à Villeneuve-Saint-Georges (Val-de-Marne) et décédé à 61 ans le 4 décembre 1904 à Lille, est un légionnaire français, héros de la campagne du Mexique.

## Biographie
Engagé le 18 novembre 1861 pour deux ans au 2e Régiment étranger, il quitte le service actif de la Légion en novembre 1863. il s'engage de nouveau pour 7 ans au 57e de ligne.
Nommé sergent en 1867, il participe à la guerre contre la Prusse en 1870. Fait prisonnier, il s’évade. Il est ensuite muté au 90e régiment de marche.

## Décorations
- Médaille militaire
- Médaille commémorative de l'expédition du Mexique (1862)

Il fut le dernier des survivants de la bataille de Camerone.

## Sources
- Képi blanc et Division histoire et patrimoine de la Légion étrangère